# FC Rot-Weiß Erfurt

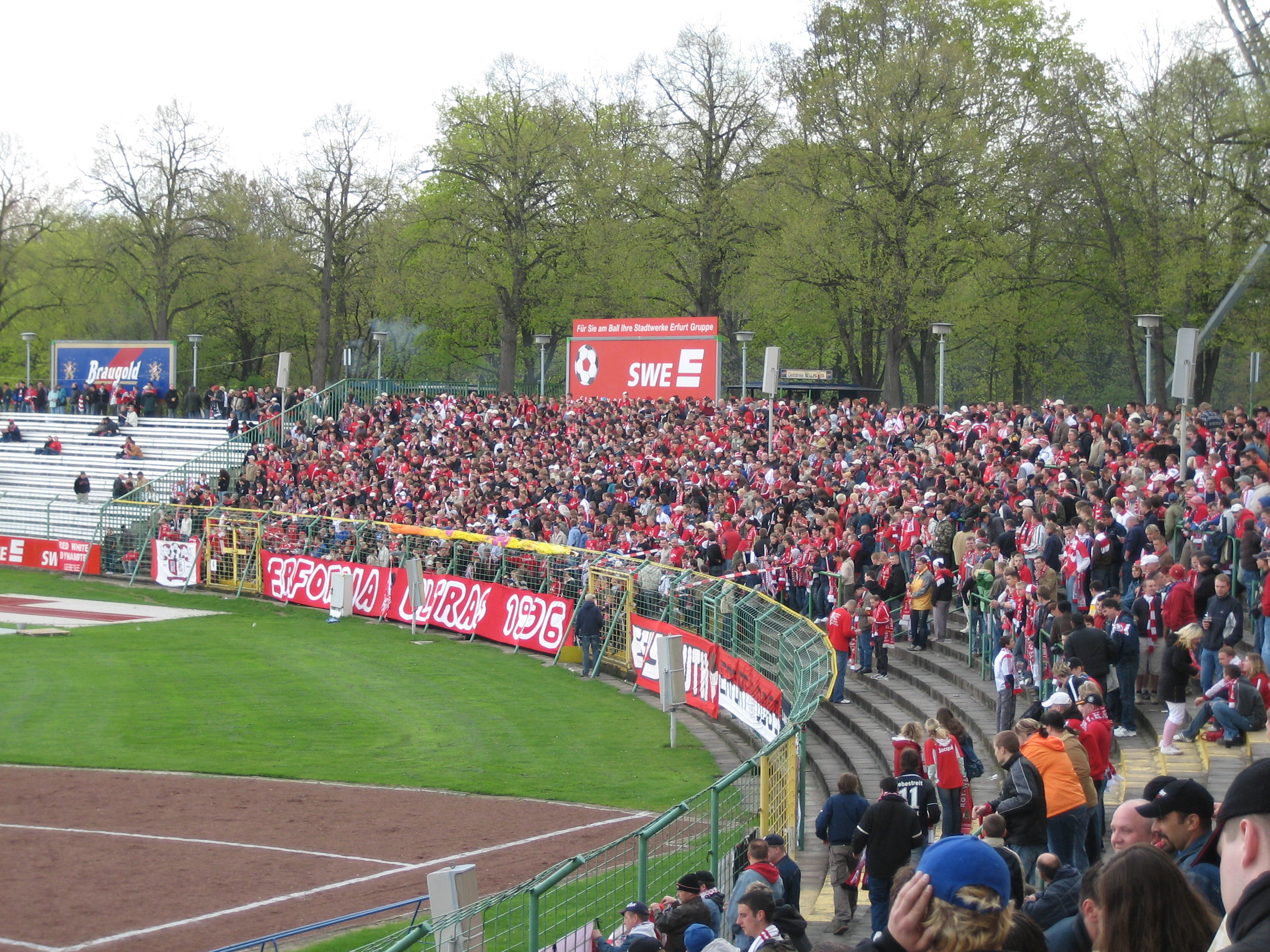
Steigerwaldstadion.

FC Rot-Weiß Erfurt, RWE, är en fotbollsklubb i Erfurt, Tyskland.